# Морейра, Андре
Андре́ Ка́мпуш Море́йра (порт. André Campos Moreira; 2 декабря 1995, Рибейран (Вила-Нова-ди-Фамаликан)) — португальский футболист, вратарь клуба «Аль-Раед».

## Клубная карьера
Андре является воспитанником клуба «Рибейран» из своего родного города. В составе своей родной команды он дебютировал в сезоне 2013/14 и провёл за неё шестнадцать встреч. Летом 2014 года состоялся переход голкипера в испанский «Атлетико Мадрид». Он сразу же был отдан в аренду команде «Морейренсе», но провёл за неё лишь две кубковые игры за сезон. Сезон 2015/16 Андре провёл в аренде в клубе «Униан Мадейра». Его дебют в чемпионате Португалии состоялся 16 августа 2015 года в матче против «Маритиму». Всего он провёл в чемпионате девятнадцать встреч и пропустил в них двадцать четыре гола. В июле 2016 года Андре был отдан в аренду «Белененсишу», однако через месяц был отозван.
14 июля 2017 года Морейра перешёл на правах аренды в португальскую «Брагу». Ранее 21-летний футболист продлил контракт с мадридским «Атлетико» до 2022 года.

## Карьера в сборной
Андре выступал за юношескую и молодёжную португальские сборные, проведя в общей сумме семнадцать встреч. Он принимал участие на молодёжном чемпионате мира 2015 года, где был основным голкипером португальцев. За сборную до 21 года провёл всего одну игру — отборочный матч чемпионата Европы против сборной Лихтенштейна, который португальцы выиграли 7:1. Ему не удалось попасть в олимпийскую сборную Португалии на Игры в Рио-де-Жанейро.